# Marco Frittella
Marco Frittella (Orte, 12 luglio 1958) è un giornalista, saggista e conduttore televisivo italiano. È stato uno dei volti più noti di Rai 1, dal TG1 a Unomattina.

## Biografia
Marco Frittella è nato a Orte il 12 luglio 1958. Ha compiuto gli studi liceali ad Ancona, dove è stato impegnato nell’Azione Cattolica.
Tra il 1979 e il 1982 ha scritto i testi della rubrica televisiva di Agricoltura Domani, che in seguito, su sua proposta, è stata rinnovata e trasformata in Linea Verde, programma dedicato ai temi dell’agricoltura, dell’ambiente e del territorio.
Ha intervistato Óscar Romero, arcivescovo di San Salvador, assassinato nel 1980 dagli squadroni della morte e proclamato santo da Papa Francesco nel 2018.
Tra il 1982 e il 1987 ha ricoperto il ruolo di capo ufficio stampa del gruppo parlamentare della Democrazia Cristiana alla Camera dei Deputati, svolgendo anche le funzioni di portavoce per i capigruppo Gerardo Bianco, Virginio Rognoni e Mino Martinazzoli.
Dal 1987 ha svolto il ruolo di commentatore politico, dopo aver ricoperto la carica di caposervizio politico del GR2. Nel 1993 è stato assegnato al TG1, dove ha lavorato come giornalista parlamentare, capo della redazione parlamentare e conduttore dell’edizione delle 13:30 del telegiornale.
Tra il 1989 e il 1991 è stato inviato in Germania durante la caduta del Muro di Berlino e ha seguito l’ultima fase della guerra civile libanese. Ha intervistato figure di rilievo come Michail Gorbačëv, Lech Wałęsa, Willy Brandt, Michel Aoun, Oscar Romero. In qualità di «quirinalista» per il GR2, ha seguito il Presidente della Repubblica Francesco Cossiga.
Chiamato al TG1 nel 1993 da Albino Longhi, maturato alla scuola di Paolo Frajese, nominato giornalista parlamentare da Demetrio Volcic ha seguito vari presidenti del Consiglio (Dini, Ciampi, e soprattutto Prodi); dal 1996 al 1998 è stato capo della redazione parlamentare. Ha condotto la Rassegna Stampa e le edizioni della Notte e della Mezzasera. Dal 2007 al 2009 il direttore Gianni Riotta gli ha affidato la "nota politica" in diretta ogni sera da Montecitorio per l'edizione di massimo ascolto. Dal 2022 non è più al Tg1. Durante le conduzioni del telegiornale, ha spesso sfoggiato spesso una cravatta a strisce rossoverdi, colori della Ternana, squadra della quale è un caloroso tifoso.
Ha curato la radiocronaca dell’elezione e del giuramento di numerosi governi e di quattro Presidenti della Repubblica; ha inoltre condotto edizioni straordinarie di telegiornali e giornali radio in occasione di consultazioni politiche, amministrative, referendarie e di altri eventi di rilievo istituzionale.
In occasione della morte di Nicola Calipari, nel 2005 interruppe la diretta del Festival di Sanremo per darne comunicazione al pubblico, firmando una delle edizioni straordinarie del telegiornale più seguite di quegli anni.
Nel 2015 è stato il telecronista incaricato della lunga edizione speciale del TG1 dedicata alla strage del Bataclan, sottolineando il ruolo centrale ricoperto nel racconto dell’attentato.
Nel periodo compreso tra ottobre 2009 e giugno 2010, ha curato e presentato in video la rubrica settimanale all'interno del TG1 dedicata ai libri, Focus-Billy (“Focus” indica l’approfondimento tematico;, “Billy” richiama la celebre libreria a cubi dell’IKEA, diventata simbolo pop della lettura e diffusissima nelle case degli italiani — una sorta di contenitore ideale per i libri, anche in TV), in onda la domenica.
Dal 2007 al 2017 è stato docente di Giornalismo all’Università di Roma Tor Vergata, continuando successivamente la sua esperienza formativa presso la Scuola di Giornalismo di Perugia.
È autore di articoli pubblicati su vari settimanali e quotidiani, tra cui Il Mondo, Il Popolo, Avvenire, L'Eco di Bergamo, Il Giornale di Brescia, Giornale di Sicilia.
Nel 2014 ha realizzato l’illustrazione di copertina per il libro di poesie Veleno della psicologa clinica e autrice italiana Viviana Meloni (edizioni Albatros).
È autore dei libri Italia Green. La mappa delle eccellenze italiane nell’economia verde (2020) e L’oro d’Italia. Dall’abbandono alla rinascita, viaggio nel paese che riscopre i suoi tesori (e la sua anima) (2022).
Dal 7 settembre 2020 ha condotto le edizioni invernali di Unomattina su Rai 1 insieme a Monica Giandotti, fino al 14 marzo 2022 quando è stato nominato direttore editoriale di Rai Libri, la casa editrice della RAI.
Il 1º agosto 2023 è stato nominato Direttore della Comunicazione e delle Relazioni Istituzionali di Rai Com.
È direttore della rivista Make Different Magazine, dedicata alla sostenibilità e alle eccellenze ambientali del Made in Italy.
È presidente della "Associazione degli Umbri" a Roma, nata con l’obiettivo di favorire la conoscenza reciproca e promuovere l’incontro tra i numerosi umbri che vivono o lavorano nella capitale e i tanti romani che nutrono interesse e affetto per la regione Umbria.
Dal 12 luglio 2025 è in pensione dalla Rai.

## Opere
- Italia green. La mappa delle eccellenze italiane nell'economia verde, Rai Libri, 2020, ISBN 978-8839717931.
- L'oro d'Italia. Dall'abbandono alla rinascita, viaggio nel Paese che riscopre i suoi tesori (e la sua anima), Rai Libri, 2022, ISBN 978-8839718297.

## Onorificenze
- Insignito della benemerenza civica "Ciriachino d'Argento" del Comune di Ancona
- Premio "Umbro dell'Anno 2012" - Associazione UmbriaRoma
- Premio Giornalistico "Lions - Avezzano" (2013)
- Premio Giornalistico UNAR "Italia delle Regioni" (2013)
- Premio "Napoli Cultural Classic" (2016)
- Premio Città di Fiumicino "Contro tutte le mafie" (2016)
- Premio Internazionale "Carlo I d'Angiò" - Sez. Giornalismo (2018)
- Premio Internazionale "Leone d'oro di Venezia", Sez. Giornalismo, (2018).
- Premio "Leone d'argento alla carriera" del Narnia Festival 2021
- Premio "Pentapolis - Giornalisti per la sostenibilità", Categoria TV (2021)
- Premio Reporter della Terra 2023 - Earth Day Italia
- Premio Internazionale di Giornalismo - Santa Margherita Ligure. Premio alla carriera, 2023